# Ngụy thư
| Nhị thập tứ sử | Nhị thập tứ sử | Nhị thập tứ sử              | Nhị thập tứ sử |
| -------------- | -------------- | --------------------------- | -------------- |
| STT            | Tên sách       | Tác giả                     | Số quyển       |
| 1              | Sử ký          | Tư Mã Thiên                 | 130            |
| 2              | Hán thư        | Ban Cố                      | 100            |
| 3              | Hậu Hán thư    | Phạm Diệp                   | 120            |
| 4              | Tam quốc chí   | Trần Thọ                    | 65             |
| 5              | Tấn thư        | Phòng Huyền Linh (chủ biên) | 130            |
| 6              | Tống thư       | Thẩm Ước                    | 100            |
| 7              | Nam Tề thư     | Tiêu Tử Hiển                | 59             |
| 8              | Lương thư      | Diêu Tư Liêm                | 56             |
| 9              | Trần thư       | Diêu Tư Liêm                | 36             |
| 10             | Ngụy thư       | Ngụy Thâu                   | 114            |
| 11             | Bắc Tề thư     | Lý Bách Dược                | 50             |
| 12             | Chu thư        | Lệnh Hồ Đức Phân (chủ biên) | 50             |
| 13             | Tùy thư        | Ngụy Trưng (chủ biên)       | 85             |
| 14             | Nam sử         | Lý Diên Thọ                 | 80             |
| 15             | Bắc sử         | Lý Diên Thọ                 | 100            |
| 16             | Cựu Đường thư  | Lưu Hú (chủ biên)           | 200            |
| 17             | Tân Đường thư  | Âu Dương Tu, Tống Kỳ        | 225            |
| 18             | Cựu Ngũ Đại sử | Tiết Cư Chính (chủ biên)    | 150            |
| 19             | Tân Ngũ Đại sử | Âu Dương Tu (chủ biên)      | 74             |
| 20             | Tống sử        | Thoát Thoát (chủ biên)      | 496            |
| 21             | Liêu sử        | Thoát Thoát (chủ biên)      | 116            |
| 22             | Kim sử         | Thoát Thoát (chủ biên)      | 135            |
| 23             | Nguyên sử      | Tống Liêm (chủ biên)        | 210            |
| 24             | Minh sử        | Trương Đình Ngọc (chủ biên) | 332            |
| -              | Tân Nguyên sử  | Kha Thiệu Mân (chủ biên)    | 257            |
| -              | Thanh sử cảo   | Triệu Nhĩ Tốn (chủ biên)    | 529            |

Ngụy thư  (chữ Hán giản thể: 魏书; phồn thể: 魏書) là một sách lịch sử theo thể kỷ truyện trong 24 sách lịch sử Trung Quốc (Nhị thập tứ sử) do Ngụy Thâu, người Bắc Tề viết và biên soạn vào năm Thiên Bảo thứ 5 (năm 554), đến năm Thiên Bảo thứ 10 (năm 559) thì hoàn thành. 
Ngụy thư hiện tại bao gồm 114 quyển, bao gồm Đế kỷ 12 quyển, Liệt truyện 92 quyển, Chí 10 quyển, sách ghi chép lịch sử hưng thịnh và suy vong của Bắc Ngụy thời Nam Bắc Triều từ khi Đạo Vũ Đế kiến quốc năm 386 cho đến khi Đông Ngụy Hiếu Tĩnh Đế bị phế truất năm 550.

## Quá trình biên soạn
Trong công việc biên soạn cuốn sách này, Ngụy Thâu bị phê phán vì thể hiện sự thiên vị đối với các tổ tiên của các liên minh chính trị và sự phỉ báng có chủ đích hoặc hoàn toàn không thừa nhận đối với tổ tiên của các kẻ thù chính trị. Những người gièm pha cuốn sách gọi nó là uế thư (穢書), khi phát âm gần giống như 'Ngụy thư', nhưng có nghĩa là "cuốn sách rác rưởi". 
Theo quan điểm của các sử gia hiện đại thì Ngụy thư có các vấn đề khá rõ, do nó ca ngợi Bắc Ngụy quá đáng, trong khi lại có trình bày sai có chủ ý về quốc gia trước đó của nhà nước này là nước Đại, một quốc gia từng là chư hầu của Tây Tấn, Hậu Triệu, Tiền Yên và Tiền Tần, nhưng trong sách này lại thể hiện Đại là một quốc gia hùng mạnh với các quốc gia nói trên đều là chư hầu của nó. Bên cạnh đó, cuốn sách còn mô tả các quốc gia thù địch như là những kẻ mọi rợ và đưa ra những lời kết tội thiếu căn cứ đối với các vị quân chủ của các nhà nước đó. 
Ngoài ra, cuốn sách còn dùng các tên họ Hán hóa do hoàng đế Bắc Ngụy Hiếu Văn Đế Nguyên Hoành quy định vào năm 496 để áp dụng cho các nhân vật và sự kiện diễn ra trước đó khá lâu, gây ra nhiều khó khăn không cần thiết đối với các độc giả để có thể biết được tên họ thật sự của các cá nhân được đề cập tới. Cuốn sách cũng bị phê bình ở chỗ do Ngụy Thâu là một viên quan của Đông Ngụy và nhà nước kế tục triều đại này, nhà Bắc Tề, nên ông chỉ liệt kê vị hoàng đế duy nhất của Đông Ngụy là Đông Ngụy Hiếu Tĩnh Đế trong danh sách các vị hoàng đế trong khi cố tình bỏ qua 3 vị hoàng đế của nhà nước kình địch là Tây Ngụy sau sự phân hóa Bắc Ngụy vào năm 534 và coi các triều đại Nam triều là man di mọi rợ. Tuy nhiên, ông dược công nhận là đã làm khớp các tường thuật về các sự kiện rất lọn xộn và rời rạc từ thời nước Đại cho tới đầu thời kỳ Bắc Ngụy cũng như tạo ra sự gắn kết chặt chẽ cho các sự kiện trong giai đoạn đó. 
Chính vì thế, Tùy Văn Đế coi Ngụy thư của Ngụy Thâu là không chính xác nên đã lệnh cho Ngụy Đạm, Nhan Chi Suy soạn lại, Tùy Dạng Đế sau đó cũng mệnh cho Dương Tố, Phan Huy, Trử Lượng, Âu Dương Tuân viết lại. Ngụy thư nguyên bản gồm 114 quyển đến đầu thời Bắc Tống đã bị thất lạc nhiều, các sử gia sau này căn cứ Bắc sử bổ sung thêm để có Ngụy thư như ngày nay. Bản Ngụy thư hiện nay do Đường Trường Nhụ chủ trì chỉnh lý được Trung Hoa Thư Cục xuất bản phổ biến và được xem là bản tốt nhất. 
Người đời sau căn cứ vào các nguồn sử liệu khác nhau mà bổ sung thêm vào phần chí biểu của Ngụy thư, theo như trong sách Lịch đại sử biểu của Vạn Tư Đồng đời Thanh liệt kê ra có Ngụy chư đế thống hệ đồ, Ngụy chư vương thế biểu, Ngụy Dị Tính chư vương thế biểu, Ngụy Ngoại thích chư vương thế biểu, Ngụy Tương Tương Đại thần niên biểu, Tây Ngụy tương tương đại thần niên biểu, Đông Ngụy tương tương đại thần niên biểu tất cả có 1 quyển, Ngụy thư binh chí 1 quyển của Cốc Tễ Quang thời Cận đại, và Nguyên Ngụy phương trấn niên biểu 2 quyển của Ngô Đình Tiếp.     

## Mục lục

### Bản kỷ
- Quyển 1 - Tự kỷ
- Quyển 2 - Thái Tổ Đạo Vũ Đế
- Quyển 3 - Thái Tông Minh Nguyên Đế
- Quyển 4 Thượng - Thế Tổ Thái Vũ Đế
- Quyển 4 Hạ - Thế Tổ Thái Vũ Đế ・Cung Tông Cảnh Mục Đế
- Quyển 5 - Cao Tông Văn Thành Đế
- Quyển 6 - Hiển Tổ Hiến Văn Đế
- Quyển 7 Thượng - Cao Tổ Hiếu Văn Đế
- Quyển 7 Hạ - Cao Tổ Hiếu Văn Đế
- Quyển 8 - Thế Tông Tuyên Vũ Đế
- Quyển 9 - Túc Tông Hiếu Minh Đế
- Quyển 10  - Kính Tông Hiếu Trang Đế
- Quyển 11 - Tiền Phế Đế・Hậu Phế Đế・Xuất Đế
- Quyển 12 - Đông Ngụy Hiếu Tĩnh Đế

### Liệt truyện
- Quyển 13: Liệt truyện 1 Hoàng hậu truyện - Thần Nguyên hoàng hậu Đậu thị, Văn Đế hoàng hậu Phong thị , Hoàn Đế hoàng hậu Kỳ thị, Bình Văn hoàng hậu Vương thị, Chiêu Thành hoàng hậu Mộ Dung thị, Hiến Minh hoàng hậu Hạ thị, Đạo Vũ hoàng hậu Mộ Dung thị, Đạo Vũ Tuyên Mục hoàng hậu Lưu thị, Minh Nguyên Chiêu Ai hoàng hậu Diêu thị, Minh Nguyên Mật hoàng hậu Đỗ thị, Thái Vũ hoàng hậu Hách Liên thị, Thái Vũ Kính Ai hoàng hậu Hạ thị, Cảnh Mục Cung hoàng hậu Uất Cửu Lư thị, Văn Thành Văn Minh hoàng hậu Phùng thị, Văn Thành Nguyên hoàng hậu Lý thị, Hiến Văn Tư hoàng hậu Lý thị, Hiếu Văn Trinh hoàng hậu Lâm thị, Hiếu Văn Phế hoàng hậu Phùng thị, Hiếu Văn U hoàng hậu Phùng thị, Hiếu Văn Chiêu hoàng hậu Cao thị, Tuyên Vũ Thuận hoàng hậu Vu thị, Tuyên Vũ hoàng hậu Cao thị, Tuyên Vũ Linh hoàng hậu Hồ thị, Hiếu Minh hoàng hậu Hồ thị, Hiếu Tĩnh hoàng hậu Cao thị.
- Quyển 14: Liệt truyện 2 Thần Nguyên Bình Văn chư đế tử tôn truyện - Thượng Cốc Công Hột La, Kiến Đức Công Anh Văn, Chân Định Hầu Lục, Vũ Lăng Hầu Nhân, Trường Nhạc Vương Thọ Nhạc, Vọng Đô Công Đồi, Khúc Dương Hầu Tố Duyên, Thuận Dương Công Uất, Nghi Đô Vương Mục Thần, Mục Đế Trường Tử Lục Tu, Cát Dương Nam Bỉ Kiền, Giang Hạ Công Lữ, Cao Lương Vương Cô, Tây Hà Công Đôn, Tư Đồ Thạch, Vũ Vệ Tương Quân Vị, Hoài Lăng Hầu Đại Đầu, Hà Gian Công Tề, Phù Phong Công Xử Chân, Văn An Công Nê
- Quyển 15: Liệt truyện 3 Chiêu Thành tử tôn truyện - Thật Quân, Tần Minh Vương Hàn, Thường Sơn Vương Tuân, Trần Lưu Vương Kiền, Bì Lăng Vương Thuận, Liêu Tây Công Ý Liệt, Quật Đoát
- Quyển 16: Liệt truyện 4  Đạo Vũ thất vương truyện - Thanh Hà Vương Thiệu, Dương Bình Vương Hy, Hà Nam Vương Diệu, Hà Gian Vương Tu, Trường Nhạc Vương Xử Văn, Quảng Bình Vương Liên, Kinh Triệu Vương Lê
- Quyển 17: Liệt truyện 5 Minh Nguyên lục vương truyện - Nhạc Bình Vương Phi, An Định Vương Di, Nhạc An Vương Phạm, Vĩnh Xương Vương Kiện, Kiến Ninh Vương Sùng, Tân Hưng Vương Tuấn
- Quyển 18: Liệt truyện 6 Thái Vũ ngũ vương truyện - Tấn Vương Phục La, Đông Bình Vương Hàn, Lâm Hoài Vương Đàm, Quảng Dương Vương Kiến, Nam An Vương Dư
- Quyển 19 thượng: Liệt truyện 7 thượng -  Cảnh Mục thập nhị vương truyện  - Dương Bình Vương Tân Thành, Kinh Triệu Vương Tử Thôi, Tế Âm Vương Tiểu Tân Thành, Nhữ Âm Vương Thiên Tứ, Nhạc Lãng Vương Vạn Thọ, Quảng Bình Vương Lạc Hầu
- Quyển 19 trung: Liệt truyện 7 trung -  Cảnh Mục thập nhị vương truyện  - Nhâm Thành Vương Vân
- Quyển 19 hạ: Liệt truyện 7 hạ -  Cảnh Mục thập nhị vương truyện  - Nam An Vương Trinh, Thành Dương Vương Trường Thọ, Chương Vũ Vương Thái Lạc, Nhạc Lăng Vương Hồ Nhân, An Định Vương Hưu
- Quyển 20: Liệt truyện 8  Văn Thành ngũ vương truyện - An Nhạc Vương Trường Nhạc, Quảng Xuyên Vương Lược, Tề Quận Vương Giản, Hà Gian Vương Nhược, An Phong Vương Mãnh
- Quyển 21 thượng: Liệt truyện 9 thượng Hiến Văn lục vương truyện - Hàm Dương Vương Hy, Triệu Quận Vương Cán, Quảng Lăng Vương Vũ, Cao Dương Vương Ung, Bắc Hải Vương Tường
- Quyển 21 hạ: Liệt truyện 9 hạ Hiến Văn lục vương truyện - Bành Thành Vương Hiệp
- Quyển 22: Liệt truyện 10 Hiếu Văn ngũ vương truyện - Phế Thái Tử Tuân, Kinh Triệu Vương Du, Thanh Hà Vương Dịch, Quảng Bình Vương Hoài , Nhữ Nam Vương Duyệt
- Quyển 23: Liệt truyện 11 - Vệ Thao, Mạc Hàm, Lưu Khố Nhân truyện
- Quyển 24: Liệt truyện 12 - Yến Phượng, Hứa Khiêm, Trương Cổn, Thôi Huyền Bá, Đặng Uyên truyện
- Quyển 25: Liệt truyện 13 - Trường Tôn Tung, Trường Tôn Đạo Sinh truyện
- Quyển 26: Liệt truyện 14 - Trường Tôn Phì, Úy Cổ Chân truyện
- Quyển 27: Liệt truyện 15 - Mục Sùng truyện
- Quyển 28: Liệt truyện 16 - Hòa Bạt, Hề Mục, Mạc Đề, Dữu Nghiệp Duyên, Hạ Địch Kiền, Lý Lật, Lưu Khiết, Cổ Bật, Trương Lê truyện
- Quyển 29: Liệt truyện 17 - Hề Cân, Thúc Tôn Kiến truyện
- Quyển 30: Liệt truyện 18 - Vương Kiến, An Đồng, Lâu Phục Liên, Khâu Đôi, Nga Thanh, Lưu Ni, Hề Quyến, Xa Y Lạc, Túc Thạch, Lai Đại Thiên, Chu Ky, Đậu Đại Điền, Chu Quan, Lư Đại Phì, Úy Bát, Lục Chân, Lữ Lạc Bạt truyện
- Quyển 31: Liệt truyện 19 - Vu Lật Đê truyện
- Quyển 32: Liệt truyện 20 - Cao Hồ, Thôi Sính, Phong Ý truyện
- Quyển 33: Liệt truyện 21 - Tống Ẩn, Vương Hiến, Khuất Tuân, Trương Bồ, Cốc Hồn, Công Tôn Biểu, Trương Tể, Lý Tiên, Cổ Di, Tiết Đề truyện
- Quyển 34: Liệt truyện 22 - Vương Lạc Nhân, Xa Lộ Đầu, Lư Lỗ Nguyên, Trần Kiến, Vạn An Quốc truyện
- Quyển 35: Liệt truyện 23 - Thôi Hạo truyện
- Quyển 36: Liệt truyện 24 - Lý Thuận truyện
- Quyển 37: Liệt truyện 25 - Tư Mã Hưu Chi, Tư Mã Sở Chi, Tư Mã Cảnh Chi, Tư Mã Thúc Phan・Tư Mã Thiên Trợ truyện
- Quyển 38: Liệt truyện 26 - Điêu Ung, Vương Tuệ Long, Hàn Duyên Chi, Viên Thức truyện
- Quyển 39: Liệt truyện 27 - Lý Bảo truyện
- Quyển 40: Liệt truyện 28 - Lục Sĩ truyện
- Quyển 41: Liệt truyện 29 - Nguyên Hạ truyện
- Quyển 42: Liệt truyện 30 - Tiết Biện, Khấu Tán, Ly Phạm, Hàn Tú, Nghiêu Huyên truyện
- Quyển 43: Liệt truyện 31 - Nghiêm Lăng, Mao Tu Chi, Đường Hòa, Lưu Hưu Tân, Phòng Pháp Thọ truyện
- Quyển 44: Liệt truyện 32 - La Kết, Y Bố, Ất Hoàn, Hòa Kỳ Nô, Cẩu Đồi, Tiết Dã , Vũ Văn Phúc, Phí Vu, Mạnh Uy truyện
- Quyển 45: Liệt truyện 33 - Vy Lãng, Đỗ Thuyên, Bùi Tuấn, Tân Thiệu Tiên, Liễu Sùng truyện
- Quyển 46: Liệt truyện 34 - Đậu Cẩn, Hứa Ngạn, Lý Hân truyện
- Quyển 47: Liệt truyện 35 - Lư Huyền truyện
- Quyển 48: Liệt truyện 36 - Cao Duẫn truyện
- Quyển 49: Liệt truyện 37 - Lý Linh, Thôi Giám truyện
- Quyển 50: Liệt truyện 38 - Úy Nguyên, Mộ Dung Bạch Diệu truyện
- Quyển 51: Liệt truyện 39 - Hàn Mậu, Bì Báo Tử, Phong Sắc Văn, Lữ La Hán, Khổng Bá Cung truyện
- Quyển 52: Liệt truyện 40 - Triệu Dật, Hồ Phương Hồi, Hồ Tẩu, Tống Diêu, Trương Trạm, Tống Khâm, Đoạn Thừa Căn, Hám Nhân, Lưu Bính, Triệu Nhu, Tác Sưởng, Âm Trọng Đạt truyện
- Quyển 53: Liệt truyện 41 - Lý Hiếu Bá, Lý Trùng truyện
- Quyển 54: Liệt truyện 42 - Du Nhã, Cao Lư truyện
- Quyển 55: Liệt truyện 43 - Du Minh Căn, Lưu Phương truyện
- Quyển 56: Liệt truyện 44 - Trịnh Hy, Thôi Biện truyện
- Quyển 57: Liệt truyện 45 - Cao Hữu, Thôi Đĩnh truyện
- Quyển 58: Liệt truyện 46 - Dương Bá truyện
- Quyển 59: Liệt truyện 47 - Lưu Sưởng, Tiêu Bảo Dần, Tiêu Chính Biểu truyện
- Quyển 60: Liệt truyện 48 - Hàn Kỳ Lân, Trình Tuấn truyện
- Quyển 61: Liệt truyện 49 - Tiết An Đô, Tất Chúng Kính, Thẩm Văn Tú, Trương Đảng, Điền Ích Tông, Mạnh Biểu truyện
- Quyển 62: Liệt truyện 50 - Lý Bưu, Cao Đạo Duyệt truyện
- Quyển 63: Liệt truyện 51 - Vương Túc, Tống Biện truyện
- Quyển 64: Liệt truyện 52 - Quách Tộ, Trương Di truyện
- Quyển 65: Liệt truyện 53 - Hình Loan, Lý Bình truyện
- Quyển 66: Liệt truyện 54 - Lý Sùng, Thôi Lượng truyện
- Quyển 67: Liệt truyện 55 - Thôi Quang truyện
- Quyển 68: Liệt truyện 56 - Chân Sâm, Cao Thông truyện
- Quyển 69: Liệt truyện 57 - Thôi Hưu, Bùi Duyên Tuấn, Viên Phiên truyện
- Quyển 70: Liệt truyện 58 - Lưu Tảo, Phó Vĩnh, Phó Thụ Nhãn, Lý Thần truyện
- Quyển 71: Liệt truyện 59 - Bùi Thúc Nghiệp, Hạ Hầu Đạo Thiên, Lý Nguyên Hộ, Tịch Pháp Hữu, Vương Thế Bật, Giang Duyệt Chi, Thuần Vu Đản, Lý Miêu truyện
- Quyển 72: Liệt truyện 60 - Dương Ni, Cổ Tư Bá, Lý Thúc Hổ, Lộ Thị Khánh, Phòng Lượng, Tào Thế Biểu, Phan Vĩnh Cơ, Chu Nguyên Húc truyện
- Quyển 73: Liệt truyện 61 - Hề Khang Sinh, Dương Đại Nhãn, Thôi Duyên Bá truyện
- Quyển 74: Liệt truyện 62 - Nhĩ Chu Vinh truyện
- Quyển 75: Liệt truyện 63 - Nhĩ Chu Triệu, Nhĩ Chu Ngạn Bá, Nhĩ Chu Độ Luật, Nhĩ Chu Thiên Quang truyện
- Quyển 76: Liệt truyện 64 - Lư Đồng, Trương Liệt truyện
- Quyển 77: Liệt truyện 65 - Tống Phiên, Tân Hùng, Dương Thâm, Dương Cơ, Cao Sùng truyện
- Quyển 78: Liệt truyện 66 - Tôn Thiệu, Trương Phổ Huệ truyện
- Quyển 79: Liệt truyện 67 - Thành Yêm, Phạm Thiệu, Lưu Đào Phù, Lưu Đạo Bân, Đổng Thiệu, Phùng Nguyên Hưng, Lộc Duy, Trương Tập truyện
- Quyển 80: Liệt truyện 68 - Chu Thụy, Sất Liệt Duyên Khánh, Hộc Tư Xuân, Cổ Hiển Độ, Phiền Tử Hộc, Hạ Bạt Thắng, Hầu Mạc Trần Duyệt, Hầu Uyên truyện
- Quyển 81: Liệt truyện 69 - Kỳ Tuấn, Sơn Vỹ, Lưu Nhân Chi, Vũ Văn Trung Chi truyện
- Quyển 82: Liệt truyện 70 - Lý Diễm Chi, Tổ Oánh, Thường Cảnh truyện
- Quyển 83 thượng: Liệt truyện 71 Thượng - Ngoại thích truyện - Hạ Nột, Lưu La Thần, Diêu Hoàng My, Đỗ Siêu, Hạ Mê, Lư Bì, Phùng Hy, Lý Tuấn, Lý Huệ
- Quyển 83 hạ: Liệt truyện 71 Hạ - Ngoại thích truyện - Cao Triệu, Vu Kính, Hồ Quốc Trân, Lý Duyên Thật
- Quyển 84: Liệt truyện 72 Nho lâm truyện - Lương Việt, Lư Xú, Trương Vỹ, Lương Tộ, Bình Hằng, Trần Kỳ, Thường Sảng, Lưu Hiến Chi, Trương Ngô Quý, Lưu Lan, Tôn Huệ Úy, Từ Tuân Minh, Đổng Trưng, Điêu Trùng, Lư Cảnh Dụ, Lý Đồng Quỹ, Lý Nghiệp Hưng
- Quyển 85: Liệt truyện 73 Văn uyển truyện - Viên Dược, Bùi Kính Hiến, Lư Quán, Phong Túc, Hình Tang, Bùi Bá Mậu, Hình Hân, Ôn Tử Thăng
- Quyển 86: Liệt truyện 74 Hiếu cảm truyện -
- Quyển 87: Liệt truyện 75 Tiết nghĩa truyện -
- Quyển 88: Liệt truyện 76 Lương lại truyện -
- Quyển 89: Liệt truyện 77 Khốc lại truyện -
- Quyển 90: Liệt truyện 78 Dật sĩ truyện -
- Quyển 91: Liệt truyện 79 Thuật nghệ truyện -
- Quyển 92: Liệt truyện 80 Liệt nữ truyện -
- Quyển 93: Liệt truyện 81 Ân hãnh truyện -
- Quyển 94: Liệt truyện 82 Yêm quan truyện -
- Quyển 95: Liệt truyện 83 - Hung Nô Lưu Thông, Yết Hồ Thạch Lặc , Thiết Phất Lưu Hổ, Đồ Hà Mộ Dung Ngụy, Lâm Vị Đê Phù Kiện, Khương Diêu Trường, Lược Dương Đê Lữ Quang truyện
- Quyển 96: Liệt truyện 84 - Tiếm Tấn Tư Mã Duệ, Tung Lý Hùng truyện
- Quyển 97: Liệt truyện 85 -  Đảo Di Hoàn Huyền,  Hải Di Phùng Bạt, Đảo Di Lưu Dụ truyện
- Quyển 98: Liệt truyện 86 - Đảo Di Tiêu Đạo Thành,  Đảo Di Tiêu Diễn truyện
- Quyển 99: Liệt truyện 87 - Tư Thự Lương Châu Mục Trương Thật, Tiên Ty Khất Phục Quốc Nhân, Tiên Ty Thốc Phát Ô Cô, Tư Thự Lương Vương Lý Cảo, Lư Thủy Hồ Tự Cừ Mông Tốn truyện
- Quyển 100: Liệt truyện 88 - Cao Câu Ly, Bách Tế, Vật Cát, Thất Vy, Đậu Mạc Lâu, Địa Đậu Vu, Khố Mạc Hề, Khiết Đan, Ô Lạc Hầu truyện
- Quyển 101: Liệt truyện 89 - Đê, Thổ Cốc Hồn, Đãng Xương Khương, Cao Xương, Đặng Chí, Man, Lão truyện
- Quyển 102: Liệt truyện 90 Tây Vực truyện - Thiện Thiện, Vu Điền, Xa Sư, Yên Kỳ, Quy Tư, Ô Tôn, Sơ Lặc, Duyệt Bàn, Ba Tư, Đại Nguyệt Thị, An Tức, Đại Tần
- Quyển 103: Liệt truyện 91 - Nhuyễn Nhuyễn, Hung Nô Vũ Văn Mạc Hòe, Đồ Hà Đoạn Tựu Lục Quyến, Cao Xa truyện
- Quyển 104: Liệt truyện 92 - Tự tự

### Chí
- Tiền thượng thập chí khải
- Quyển 105 nhất - Thiên tượng chí 1
- Quyển 105 nhị - Thiên tượng chí 2
- Quyển 105 tam - Thiên tượng chí 3
- Quyển 105 tứ - Thiên tượng chí 4
- Quyển 106 thượng - Địa hình chí thượng
- Quyển 106 trung - Địa hình chí trung
- Quyển 106 hạ - Địa hình chí hạ
- Quyển 107 thượng - Luật lịch chí thượng
- Quyển 107 hạ - Luật lịch chí hạ
- Quyển 108 nhất - Lễ chí 1
- Quyển 108 nhị - Lễ chí 2
- Quyển 108 tam - Lễ chí 3
- Quyển 108 tứ - Lễ chí 4
- Quyển 109 - Nhạc chí
- Quyển 110 - Thực hóa chí
- Quyển 111 - Hình phạt chí
- Quyển 112 thượng - Linh trưng chí thượng
- Quyển 112 hạ - Linh trưng chí hạ
- Quyển 113 - Quan thị chí
- Quyển 114 - Thích Lão chí